# 데아베스 오우스-세계레
데아베스 니 클루 오우스-세계레(Deabeas Nii Klu Owusu-Sekyere, 1999년 11월 4일 ~ )는 네덜란드의 축구선수이다. 현재 중국 슈퍼 리그 창저우 슝스에서 뛰고 있다.